# TL 9000
TL 9000 — международный стандарт, содержащий основные положения и систему измерений, которые описывают требования к системам менеджмента качества, занимающихся проектированием, разработкой, установкой и обслуживанием продуктов, связанных с телекоммуникациями.

## История создания
В 1996 году 150 американских компаний  (провайдеры телекоммуникационных услуг, их поставщики и субподрядчики) образовали QuEST (The Quality Excellence for Suppliers of Telecommunications Leadership) Forum  в ответ на сбои в качестве продукции и услуг в отрасли, в рамках которого была поставлена цель — разработать требования в области качества для всемирной индустрии телекоммуникаций.

Для того чтобы унифицировать и стандартизировать работу компаний по всему миру, было принято решение создать единый стандарт, по которому компании-производители должны были бы работать. В июне 1998 появился проект стандарта TL 9000 .

В течение нескольких лет компании разрабатывали руководство по оценке качества и создавали метрики, по которым оно может быть оценено. В январе 2000 года была утверждена версия 2.5, основанная на ISO 9001:94.

QuEST Forum готовится представлять область телекоммуникаций в 176 комитете ISO. Версия 3.0, разработанная в соответствии с требованиями ISO 9001:2000, утверждена в феврале 2001.

На 2013 год введена в действие версия 4.0, разработанная в соответствии с требованиями ISO 9001:2008 .

## Цели создания
Данный стандарт — это документ, который позволяет сертифицированным компаниям демонстрировать заинтересованным сторонам (партнеры, инвесторы, клиенты и так далее) подтверждение применяемой системы менеджмента качества, которая гарантирует качество поставляемой телекоммуникационной продукции и стремление компаний на улучшение собственных процессов, направленное на удовлетворение потребностей и требований конечных потребителей.

## Назначение стандарта
- Содействовать созданию эффективных систем качества на основе общих требований к системам качества применительно к телекоммуникационным продуктам: техническим средствам связи (аппаратуре), программному обеспечению и телекоммуникационным услугам;
- сократить число стандартов для систем качества в области телекоммуникаций;
- создать единые метрики для оценки эффективности использования систем качества;
- способствовать непрерывному улучшению качества продукции и услуг на телекоммуникационном рынке;
- содействовать повышению эффективности взаимоотношений между поставщиком и покупателем.

## Область применения
Система Менеджмента Качества TL 9000 «Системы менеджмента качества в телекоммуникационной отрасли» является международным стандартом, устанавливающим требования к системе управления качеством в части проектирования, разработки, производства, поставки, установки и обслуживания телекоммуникационных продуктов и услуг.

## Структура стандарта
Стандарт TL 9000 поддерживается 3 обособленными видами сертификации :
- Сертификация по TL 9000-H для оборудования
- Сертификация по TL 9000-S для программного обеспечения
- Сертификация по TL 9000-V для сервисов (установки, поддержки пользователей и т.д.)

Сам стандарт состоит из 2 частей (руководств): общие требования и системы измерений
- Книга 1. «Требования TL 9000 к системе качества» — устанавливает общие требования к системам качества производителей телекоммуникационного оборудования.
- Книга 2. «Метрики системы качества TL 9000» — определяет ряд обязательных метрик, которые предназначены для совместного использования поставщиками и потребителями оборудования с целью определения показателей, приемлемых для обеих сторон.

### Книга 1
Раздел 1 Введение
В этом разделе описываются цели стандарта, его отношение к стандарту ISO 9001, а также каким образом поддерживаются и обновляются руководства.
Раздел 2 Структура
Стандарт состоит из нескольких частей, которые описаны в данном разделе. Также в разделе приводится терминология, описание база данных измерений, используемых в стандарте, а также, как они взаимодействуют друг с другом.
Раздел 3 Методика измерений, использование и ответственность
Описаны требования к использованию измерений, принципы использования и ответственность, которую должны нести работники.

### Книга 2
В последующих разделах описаны измерения, которые применимы к данному стандарту, с указанием формул и методикой оценки результатов.
Раздел 4 Общие требования к измерениям
 Раздел 5 Основные измерения
- 5.1 Отчет по числу проблем (NPR) 5-1
- 5.2 Определение времени отклика на отчет (FRT) 5-9
- 5.3 Запоздалая реакция на отчет (OFR) 5-17
- 5.4 Доставка вовремя (OTD) 5-24

Раздел 6 
- 6.1 Измерения перебоев в работе системы (SO)

 Раздел 7 
- 7.1 Процент возврата (RR)

 Раздел 8 
- 8.1 Установка и обслуживание программного обеспечения

Раздел 9 
- 9.1 Качество услуг (SQ) 9-1

## Особенность применения стандарта
Стандарт TL 9000 является расширением для телекоммуникационной отрасли в стандарте ISO 9001 и включает в себя дополнительные требования в следующих областях:
- Эффективность измерений, основанных на надежности продукта;
- разработка программного обеспечения и управления жизненным циклом;
- требования к специализированным служебным функциям, такие как установка и разработка;
- требования к адресным связям между операторами телекоммуникационных сетей и поставщиками;
- представление данных измерения качества в центральную базу данных.

## Преимущества внедрения стандарта для организации
Успешное внедрение стандарта TL 9000 дает организации существенные конкурентные преимущества:
- оптимальное использование ресурсов, сокращение издержек;
- сокращение несоответствующей продукции и затрат на устранение несоответствий;
- управление рекламациями, обеспечение сокращения штрафов и выплат компании;
- оптимальное использование ресурсов, сокращение издержек;
- сокращение несоответствующей продукции и затрат на устранение несоответствий;
- управление рекламациями, обеспечение сокращения штрафов и выплат компании;
- расширение рынков сбыта;
- возможность выхода предприятия на международные рынки;
- преимущества при участии в тендерах;
- повышение доверия потребителей к продукции / услугам организации;
- повышение инвестиционной привлекательности.

## Статистика
В настоящее время в мире по данному стандарту сертифицировано более 1500 компаний  из которых
- в США — 543
- Китай — 504
- Южная Корея — 238
- Индия — 206
- Мексика — 41
- Япония — 26

Среди компаний, работающих в России, сертифицировано 5 компаний, 4 из которых являются дочерними подразделениями иностранных компаний.
- Alcatel-Lucent
- Cisco_Systems
- Iskratel (основана в Словении)
- MERA (Сербия)
- Jabil Circuit (США)

Единственной компанией, созданной и работающей в России, является MERA.